# Кметство (Старе Место)
Старото Кметство или Стария Градски съвет в Прага, столицата на Чешката република, е комплекс от сгради на площада на Стария град, един от най-посещаваните архитектурни паметници в града. В него столетия наред се помещават кметството, градската управа и администрацията на Прага.

## История и архитектура

### Основаване на Стария градски съвет
През 1338 г. съветниците от Стария град закупуват голяма къща от семейство Волфлин и я приспособяват за обществени цели. През следващите столетия първоначалната сграда на кметството се видоизменя, претърпява обновяване и разширяване. Видим остатък от оригиналната структура е готическият каменен портал с корнизи от западната страна на сградата.
Първоначално гражданите на Стария град разширяват кметството на запад, след като закупуват съседната къща и започват строеж на каменна кула с квадратна основа. Кулата, която е била най-високата в града през Средновековието, е завършена през 1364 г. и оттогава до голяма степен остава непроменена.
Градската сграда е архитектурно необичайна, защото е съставена от много различни по-малки къщи. Разширяването продължава през 1458 г., когато към западната страна е добавена къщата на Микеш. В края на XV век заседателната зала в източното крило е засводена с мрежов свод, подкрепен от два стълба.
Готическата къща с Петела е закупена през 1835 г., а къщата „Минута“ е продадена на градския съвет с цел разширяване на кметството през 1896 година. Къщата на Микеш е преустроена в неоренесансов стил през 1879 – 1880 г. по дизайн на Антонин Баум. Това крило е разрушено в последните дни на Втората световна война по време на Пражкото въстание. През XX век се провеждат много архитектурни конкурси с намерението да се намери правилния архитектурен дизайн за разширяването и реконструкцията на Старата градска зала, но всички състезания или не успяват да излъчат победител, или спечелилите проекти не са реализирани.

### Разширяване на старата градска зала
Архитектурното развитие на Старото кметство през Средновековието е далеч от завършване със завършването на кулата, но строителството е прекъснато поради смущенията при хуситското движение (1419 – 1434). През 1458 г. от западната страна е закупена друга къща, позволяваща големи промени във вътрешността на сградата. В южното крило са създадени нови зали, но в първоначалния си вид е запазена само заседателната зала на горния етаж.
Вътрешните модификации, отразени във външните реконструкции, все още могат да се видят на южната фасада. Реконструкцията на антрето на партерния етаж на къща Волфлин завършва с изграждането на нов портал в късен готически стил, който преобладава в градската архитектура в чешките земи повече от 100 години. В готическата арка на портала има архиволти, богати на каменни орнаменти. Украсените скоби поддържат външната арка, която е типична късна готическа арка, увенчана с внушителен финиал. Скобите от двете страни на портала завършват с тънки върхове. Основната структура датира от края на XV век, но самата дървена двойна врата датира от 1652 година.
Прозорецът отляво на портала е завършен няколко години по-късно и запазва архитектурния си стил. Строителят избягва традиционната готическа арка в полза на правоъгълен прозорец, украсяващ дебелината на стените с облицовани пиластри. Оформеният от камък кръст разделя прозореца на четири, като горните два отсека са украсени с герба на стария град Прага и бохемския лъв. Между тях и малко над тях е монограмът „W“ на бохемския крал Уласло Унгарски (1456 – 1516) на династията на Ягелоните. Богати каменни флорални елементи украсяват горната част на прозореца.
Прозорецът в южната фасада датира от 1520-те години и носи следи от ранен ренесансов стил. Самият централен прозорец е единствената оригинална част, тъй като двете по-малки крила са добавени през 1731 година. Има висок корниз с пластични орнаменти. Скобите поддържат обковани пиластри, завършващи с главни букви, върху които е разположен архитрав с надпис „Praga caput regni“ (Прага, столицата на царството). Прозорецът е заобиколен от полукръгъл тимпан с герба на Стария град Прага. Като цяло, страничните прозорци се съхраняват в същия стил като оригиналния ренесансов главен прозорец, но сенниците над пиластрата в готически стил са изключение. Ренесансовият стил се забелязва и в друг прозорец, разположен точно над готическия портал на къщата на Волфлин от XVI век.

#### Заседателната зала
Обширната реконструкция на Стария град в края на XV и началото на XVI век включва издигането на източното крило, граничещо със северната стена на кулата. По време на късноготическия период е построена монументална сграда със съвещателна зала с мрежов свод, който придава на помещението атмосфера на простор.

#### Реконструкции
Първоначалната структура е силно променена след модификации, направени в края на XVIII век и в крайна сметка изчезва напълно, когато през 40-те години на XIX век е построено ново крило в неоготически стил. Оригиналният готически облик на източното крило е запазен само в стари гравюри.
Реконструкцията засяга и историческото ядро на целия комплекс на кметството. Вътрешността на трите къщи, формиращи южното крило, е реконструирана, а отвън е реновирана и третата по ред къща на Микеш. Към фасадата са добавени неоготически фронтони и еркери, а архитектът Грубер коригира входа, като добавя две полукръгли арки. По-нататъшните ремонти през 1879 г. придават на фасадата неоренесансов облик и на втория етаж са добавени два високи прозореца, единият от които носи надпис Dignitatis memores – ad optima intenti („Правете всичко възможно, но помнете своето достойнство“) на архитрава.

#### Пожар в източното и северното крило
Източното крило и добавянето на още едно северно крило е извършено по време на реконструкцията през ХХ век. И двете крила са унищожени от огъня по време на пражкото въстание през май 1945 г. и само оцелелият торс, прилежащ към кулата, дава представа как е изглеждала тази част от Старата градска община.

#### Петелът и Минутата
През 1835 г. южното крило е допълнително разширено с добавянето на четвърта къща, „Петелската къща“, закупена от Общинския съвет през посочената година. В тази стара сграда е запазена романската зала от началото на XIII век, а на първия и втория етаж са късни готически зали с ренесансови тавани. Фасадата е реновирана през първата половина на XIX век в стил ампир.
В края на XIX век към комплекса на кметството са добавени и други сгради, включително къщата „Минута“. Тя е първоначално готическа къща от началото на XV век и украсена в началото на XVII в. със сграфито, представящо класически и библейски теми. Повечето от по-късните модификации засягат само вътрешността на къщата и запазват историческия екстериор на южното крило.

## Интериор на старата градска зала
Подредбата на помещенията е съобразена с внушителния външен вид на сградата.

### Двете входни зали
Просторното антре е създадено по време на реконструкцията в края на XV век. Късноготическия свод създава впечатление за простор на антрето. По страничните стени има две големи мозайки, създадени от чешкия архитект Войтех Игнац Улман по дизайн на Миколаш Алеш (1936 – 1939). Мозайката на западната стена използва теми, взети от националната митология, показващи принцеса Либуше, която предсказва славата на Прага. На противоположната стена е алегория, озаглавена „Славянската почит към Прага“. Орнаментите на свода съдържат гербове и символични изображения на велики събития от историята на нацията. Модерните ремонти на второто антре са променили старата архитектура. Има бронзова статуя на чешкия скулптор Йозеф Вацлав Мислбек, завършен през 1885 г., изобразяващ легендарния бард Люмир, придружен от алегоричната фигура на Песен.

### Първият етаж
Стълбището, водещо до първия етаж, е проектирано от архитект Ян Белски (1853 – 1854). Тук стаите са адаптирани за провеждане на сватбени церемонии. Интериорът е в късноготически стил от първата половина на XVI век. Фасадата е доминирана от широк ренесансов прозорец. Сводовете са украсени с картини на Кирил Буда, чешки художник и илюстратор.

### Третият етаж
Ренесансовият портал на третия етаж е от 1619 година. Той е ограден с червен полиран мрамор от края на XVI век. Две гладки колони с вал-пръстени поддържат антаблемент с корниз на фронтон, съдържащ релефен бюст на краля и картуш с надпис „Senatus“. Порталът е увенчан от гербове на Стария град, оградени от алегорични фигури, представляващи Истината и Справедливостта. Обратната страна на стария портал е оформена от бял мраморен вход от 1945 г. с надпис „Presidium“. През портала е разположен вестибюлът, украсен с картини във форма на венец от Вацлав Брожик от втората половина на XIX век.

### Заседателната камара
Всички останки от оригиналната архитектура в съседната заседателна камара са заличени по време на ремонта през 1879 – 1910. Камарата е доминирана от две големи платна, дело на художника Вацлав Брожик. Едната представлява защитата на Ян Хус пред Констанцкия съвет през 1415 г., а втората – избора на Иржи от Подебради за крал през 1458 година. Прилежащата зала Jiřík е декорирана в късен готически стил с останки от стенописи от края на XV век. Голяма част от историческата украса на тази стая е възстановена от архитект Павел Янак между 1936 и 1938 година.

### Заседателна зала
Старата зала на съвета, разположена странично от заседателната камара, се счита за една от най-красивите стаи в кметството. Макар и многократно обновявана, тя е запазила оригиналния си късноготически характер от около 1470 година. Дървеният полихромен таван от втората половина на XVI век, лежи върху формовани греди, укрепени през 1638 г. с добавянето на позлатени вериги. Стените са украсени с готически дървени ламперии, редица емблеми и гербове на Стария град. И двата входни портала са в късен готически стил. Най-ценната особеност на интериора, обаче, е дървена скулптура на Христовото страдание от началото на XV век. Тя е разположена на конзола, украсена с бюст на ангел и надпис „Juste iudicate filii hominis“ (Съдете справедливо, Синове на човека), като предупреждение към заседателите там. Статуята е в чешки готически стил, който е на върха си в началото на XIV и XV век. Другите скулптури в старата заседателна зала са по-нови; Мадоната е от XVI век, Свети Вацлав и Св. Людмила от XVII век и статуята на Йоан Кръстител от XVIII век. Бароковата печка с позлатена решетка и статуята на Правосъдието датират от 1736 година.

### Параклисът на кметството
Бившата обществена зала и параклисът в кметството са достъпни през метална врата. Обществената зала, която някога е била предназначена за заседанията на Общинския съвет, вероятно е построена през втората половина на XV век заедно със заседателната зала, но е напълно разрушена по време на пожара през май 1945 година. Параклисът на кметството в кулата, осветена през 1381 г., претърпява подобна съдба. Само великолепният портал, един от най-старите запазени паметници, е оцелял. Полукръглата стенна арка с богати корнизи се поддържа от тънки колони, завършващи с готически върхове. Върху колоните има емблеми, които често се повтарят, които датират от времето на Вацлав IV. Емблемите показват обикновен занаятчия и буквата „Е“, заобиколена от торс. Както стилът, така и личните емблеми на Вацлав показват, че порталът е бил построен от кралската каменоделска гилдия.

### Залата на архитектите
Институтът за планиране и развитие на град Прага организира и подготвя изложби в Залата на архитектите в Старата градска зала и организира информационни събития в областта на архитектурата, градоустройството и териториалното устройство. Изложбената зала е разположена на петия етаж в мансардата на кметството. Това пространство е ремонтирано и оборудвано с модерни технологии за събитията. Тук се провеждат семинари, конференции и различни изложби. Постоянната изложба е модел на град Прага от края на 20 век в мащаб 1: 1000.

## Часовникът
Часовникът е най-известната характеристика на кметството, построена през 1400 година. Първата версия е завършена през 1410 г. от часовникаря Микулаш от Кадан и астронома Ян Шиндел. По-късните реконструкции променят първия дизайн напълно, но писмени записи потвърждават, че той вече притежава всички основни характеристики. Първата обширна реконструкция е била извършена през 1490 г. от часовникарския майстор Ян Руже (също наречен Hanuš) – стар градски ключар, който произвежда часовник, базиран на системата на махалото. Историческата точност на приносите на Руже е спорна. Архитектурната декорация е и от това време и се състои от система от тънки късни готически колони, оформящи часовника и богати пластмасови декорации на фигурални и флорални мотиви.
Ян Таборски от Клокотска Хора ремонтира и усъвършенства часовника през годините 1552 – 1572. Въпреки че са направени някои промени във външния вид на часовника, неговите основни характеристики са останали непроменени. Последните ремонти са извършени след Втората световна война, когато силно повредените оригинални фигури са заменени със статуи на Войтех Сушарда.

### Статуите на часовниците
Часовникът се състои от три независими единици: движещите се фигури, астрономическият циферблат и циферблат на календара. Фигурите се придвижват на всеки час от сложен механизъм.